# 昭化寺 (阿拉善)
昭化寺，蒙古语原名“朝格图呼热”，藏语原名“巴拉钦拉布林”，后名“盼德嘉木苏林”，位于内蒙古自治区阿拉善盟阿拉善左旗超格图呼热苏木，是一座藏传佛教格鲁派寺院。

## 构造
昭化寺位于阿拉善左旗超格图呼热苏木的所在地，腾格里沙漠左缘，为阿拉善八大寺之一（八大寺是延福寺、广宗寺、福因寺、昭化寺、承庆寺、宗乘寺、妙华寺、方等寺）。该寺主要建筑为藏式建筑风格，由大雄宝殿、观音殿等经殿组成。

## 历史
康熙三十六年（1697年），阿拉善王和囉哩正式自清廷获得札萨克玉印，建旗后，那木开巴拉等喇嘛为首的几位僧人主持该小庙的法事，他们同当地的游牧部落信徒友好往来。
康熙五十五年（1716年），六世达赖仓央嘉措途经此地，并在朝格图夫妇家做客，视此地为弘扬佛法的理想地点。经众多施主资助，在此举办法事活动。
　
康熙五十六年（1717年）春，仓央嘉措同十二名随从赴定远营（今巴彦浩特）晋见阿拉善王阿宝和道格甚公主，并获准在朝格图夫妇家址上兴建寺院。自此，仓央嘉措开始在阿拉善传播佛教。他依照拉萨寺院的法事规程，制定并实行了一系列法事、诵经程序。他还自筹一万两白银，让13岁的阿旺多尔济赴西藏学经，并托阿旺多尔济将来返回时携回经文、佛像、法物等等。阿旺多尔济学习十二年后，乾隆三年（1738年）携带这些物品返回家乡。
雍正九年（1731年），以协理台吉班茨尔扎布为首的施主上奏阿拉善王阿宝，请求修建寺院，获得阿宝支持。雍正十一年（1733年）夏，该工程动工，先修建了六间的大雄宝殿，葛根拉布隆三间，庙仓若干间，使寺院初具规模。经殿建成后，该寺被命名为蒙古语“朝格图呼热”（藏语为“巴拉钦拉布林”），意为“朝格图的家园”。此为该寺的原名。
乾隆三年（1738年），阿宝与公主夫人布施了150两白银，班茨尔扎布等施主也积极资助，该寺从而大规模扩建各个经殿，此时大雄宝殿扩建为两层二十五间，观音殿、轮经殿等众多经殿均扩建为三十六间。僧人的私房也有增加。同年秋，赴西藏学习十二年的阿旺多尔济返回家乡，其带回的众多佛像、挂像、法事用具等，摆满各经殿。自此，该寺又被命名为“盼德嘉木苏林”，此为该寺第二个寺名。
乾隆四年（1739年），该寺举行了大型的祈愿法会，迎请仓央嘉措坐于八狮法座，主持法事五个昼夜。乾隆七年（1742年），建设了平层十五间的阿格巴经殿，命名为“特格沁苍哈林”。乾隆十一年五月八日（1746年），仓央嘉措在承庆寺圆寂。翌年，将仓央嘉措肉身移至该寺高尔拉木湖边，建塔供奉。按照阿旺多尔济之意愿，经阿拉善旗札萨克同意，乾隆二十一年（1756年）开始兴建广宗寺（南寺），并且将“朝格图呼热”的“盼德嘉木苏林”整体搬迁至如今的广宗寺寺址，仅留少数僧人看守原寺。留下的这少数僧人经十多年努力，广收僧徒，重兴本寺香火。
乾隆三十六年（1771年），经众多佛教徒资助，本寺兴建了汉式观音殿，经殿四周安置木制轮经，殿内供奉红铜镀金观音像。后来，依据温都尔葛根的遗言，该寺的席热喇嘛由广宗寺派任。
光绪二十九年二月二十六日（1903年），清朝理藩院御赐以四种文字书写的“昭化寺”匾额，自此本寺的席热喇嘛由本寺派任，当时本寺喇嘛达300多名。
民国二十四年（1935年），大雄宝殿扩建为如今的49间。民国三十六年（1947年），将九间的藏红殿扩建为12间。民国三十七年（1948年）至民国三十八年（1949年）间，寺院整体翻修，其风貌一直保持到文化大革命期间。
该寺各种法会自清朝雍正十二年（1734年）开始形成定例，定期举办各种祈愿法会。农历正月举办供奉塔木佛法会，农历三月举办喇木理木法会，农历四月举办“嘛呛”法会，农历五月举办纪念尊师仓央嘉措忌辰夏季祈愿法会，农历十月举办“珠拉”法会，农历十一月举办“孟阿满札”法会。此外，该寺终年举办小规模诵经、消灾、祭祀法事，费用由庙仓吉斯按照规定承担。
文化大革命期间，该寺除大雄宝殿、阿格巴殿因被用作粮库而幸免外，其他经殿均遭到破坏，大批法器、佛像等失窃，连木制地板也被全部洗劫。
中共十一届三中全会后，该寺逐渐获得恢复。1979年春，罗布生却德尔为首的部分喇嘛在罗布生却德尔家聚集，开始进行简单的法事诵经。此后，僧众闻讯而来，自己重新塑佛像、缝制缎制挂佛等等，获得众多施主资助。1984年到1985年，该寺幸存的两座经殿先后归还僧众，并成立了以罗布生却德尔为首的管理所，此后管理所不断维修该寺，并举办各种法会，使寺院各方面逐步走入正轨。　
2000年代，该寺有经殿、房屋、庙仓等110余间，注册僧人60多名，定期举办诵经法会；住持为阿旺老迪，阿拉善人，毕业于该寺，兼任阿拉善盟佛教协会常委，阿拉善左旗政协委员。